# Policlínico José Martí Pérez
El Policlínico José Martí Pérez es un centro comunitario universitario que se encuentra en la localidad cubana de Gibara, es la primera de su tipo en el municipio, se fundó el 26 de julio de 1969, se encuentra ubicada en la zona llamada del desarrollo de Gibara; el área de salud abarca una extensión territorial de 266 km cuadrado, con una densidad poblacional de 95.62 habitantes cuadrados por km². El centro enmarca tres Consejos Populares con una densidad de población de 26345 habitantes, cuenta con 47 consultorios Médicos de la Familia, 21 rurales y 26 urbanos, garantizando la atención médica integral al 100% de sus pobladores, manteniendo resultados positivos en la mortalidad infantil (entre 1-14 años) desde el 2004-2007 con una tasa de 0. 
El 10 de febrero de 2006 comenzó a funsionar como centro universitario recibiendo un grupo de estudiantes latinoamericanos con el objetivo de graduarse en la especialidad de Medicina.

## Geografía
Esta área es generalmente llana, un cerro aislado, las principales alturas del nivel son: Altura de Cupeycillo, Sierra de Candelaria, Loma de Abelardo (la mayor del municipio con 240 metros de altura). La altitud varía de acuerdo a las diferentes zonas desde apenas unos centímetros en las zonas costeras como el poblado del Güirito, Los Cocos, Laguna Blanca, Caletones y el Mangle hasta metros como la zona de Candelaria.
Se presentan manifestaciones cárcicas siendo más evidentes al norte y al oeste con dientes de perro desde la costa hasta el grupo de cupeycillo y candelaria; se extiende una llanura costera con suelos arenosos y arcillosos generalmente terrenos ferrolíticos en las orillas de los ríos Gibara y Cacoyugüin aparecen suelos aluviales menos fértiles, hacia la posición central se encuentran suelos fértiles provocados por la sedimentación y el desgaste de antiguas elevaciones y el arrastre de los ríos es aquí donde se desarrolla el plan agrícola.

### Límites geográficos
- Norte: océano Atlántico
- Sur: Municipio Holguín
- Este: Municipio Rafael Freyre
- Oeste: área de salud de Velasco

## Objeto social
Garantizar la promoción de salud, la prevención y la rehabilitación de enfermedades, el diagnóstico precoz y la atención Médica integral ambulatoria y hospitalaria oportuna al individuo, la familia y la comunidad ,el saneamiento ambiental, además de consolidar la formación y el perfeccionamiento de especialista de Medicina General Integral, y el trabajo investigativo de la institución 

## Principios de la Organización
- Cumplir con las ideas integradoras del pensamiento de Fidel Castro.
- El carácter estatal y social de la medicina.
- La accesibilidad, la universalidad y gratuidad de los servicios.
- Su orientación profiláctica, curativa y de rehabilitación.
- La aplicación adecuada de los adelantos de la ciencia y la técnica.
- Docencia e investigación
- El Internacionalismo Proletario.
- La Ética Médica
- La participación de la comunidad y su responsabilidad social.

Para fortalecer el trabajo de la docencia y la investigación cuenta con una Biblioteca Médica que brinda información científico técnica a usuarios de la salud técnicos y profesionales.

## Historia de la localidad
La historia de esta localidad es común al resto de los municipios de la provincia; surgimos como necesidad y formando parte de uno de los tantos programas revolucionarios que han perseguido acercar los servicios de salud a la comunidad. Comenzamos como una institución que prestaba atención sectorizada para luego con la creación del médico de familia llevar a cabo este programa con la responsabilidad y el sentido de pertenencia que nos caracteriza.

### Creencias
En los últimos tiempos ha aumentado el número de personas que acuden a las diferentes instituciones religiosas entre las que tenemos la Iglesia católica, cultos donde profesan metodistas, adventistas, bautistas, cuáqueros, Pentecostés y testigos de Jehová. La presencia de estas manifestaciones religiosas no constituyen un problema de salud, dentro de nuestras posibilidades tratamos de insertar las diferentes instituciones en el proceso de salud enfermedad tomando de ellas las particularidades que pueden servirnos como incentivo para eliminar hábitos tóxicos y estilos de vida desfavorables a la salud.